# Добысна (водохранилище)
До́бысна (бел. До́басна) — водохранилище на одноимённой реке, в 67,4 км от устья. Расположено в Кировском районе Могилёвской области Белоруссии, в 10 км к востоку от города Кировск.
Водохранилище было создано в 1969 году после сооружения плотины рядом с деревней Новая Добосна в рамках работ по зарыблению Добысны и орошению прилегающих территорий. В 1974—1981 годах проводилась реконструкция водохранилища.
Площадь поверхности водоёма составляет 0,92 км², длина — 5 км, наибольшая ширина — 0,7 м, средняя ширина — 0,34 м. Длина береговой линии — 12 м. Наибольшая глубина — 2,5 м, средняя — 1,2 м. Объём воды в водохранилище — 1,9 млн м³. Средний многолетний сток — 2,1 млн м³.
Берега высотой до 2 м, пологие. Дно выстлано торфом и песком.